# Hendrik Jacob van Doorn van Westcapelle

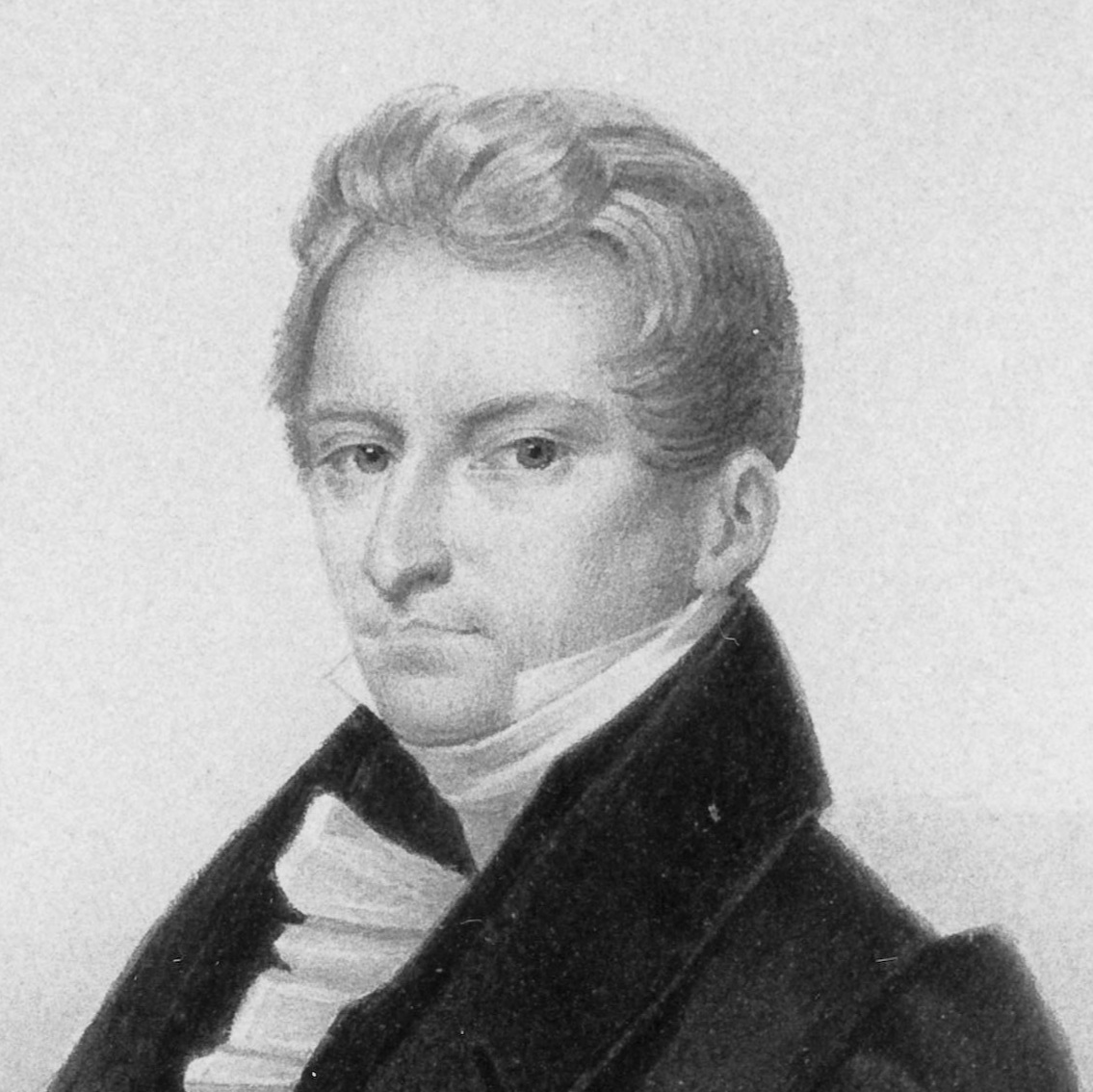
Henri baron van Doorn

Henrik Jacob (Henri) baron van Doorn, heer van Westcapelle (Vlissingen, 23 augustus 1786 – 's-Gravenhage, 18 januari 1853) was een Nederlands politicus.

## Persoonlijk leven
Mr. Van Doorn was een zoon van mr. Abraham van Doorn (1760-1814) en diens eerste vrouw Pieternella Wilhelmina van Dishoeck (1764-1802). Hij was een broer van jhr. mr. Anthony Pieter van Doorn (1791-1870), rechter in Zeeland. Hij trouwde op 14 april 1810 met jkvr. Adriana Wilhelmina Magdalena Schorer, vrouwe van Westcapelle (1787-1829), waarna hij de toevoeging "van Westcapelle" aan zijn naam voegde. Met Adriana Wilhelmina Magdalena Schorer kreeg hij negen kinderen, waaronder zijn enige zoon Willem Frederik van Doorn van Westcapelle. Hij werd op 1829 in de adelstand verheven met de titel van baron bij eerstgeboorte. In 1838 trouwde hij opnieuw, met jkvr. Johanna Martha Maria van der Heim (1799-1869). Zijn tak stierf in 1970 uit.

## Loopbaan
Van Doorn werd 31 januari 1807 bevorderd tot "Doctor in de beide Regten" aan de Leidsche Hoogeschool. Door koning Lodewijk Napoleon werd hij kort na zijn afstuderen aangesteld tot auditeur des Konings en tot Rekestmeester. In 1809 werd hij benoemd tot Ridder der Orde van de Unie. Na zijn huwelijk in 1810 vroeg Van Doorn zijn ontslag aan om zich in Zeeland te vestigen. Koning Lodewijk Napoleon benoemde hem hierop tot Intendant van zijn paleis te Middelburg. Ook werd hij in 1812 benoemt tot voorzitter van de Polder Walcheren, wat hij tot 1818 zou blijven.
Van Doorn was een conservatieve staatsman en trouwe dienaar van de koningen Willem I en Willem II. Hij werd door Willem I in 1818 als Gouverneur van Zeeland aangesteld, waar hij zijn schoonvader Jacob Hendrik Schorer opvolgde. In 1826 werd hij overgeplaatst als Gouverneur naar Oost-Vlaanderen. Van 1830-1836 was hij minister van Binnenlandse Zaken, en vanaf 1841 minister van Staat. Hij stijfde na 1830 de koning in diens overtuiging dat de afscheiding van België ongedaan kon worden gemaakt. Hij was invloedrijk als vicepresident van de Raad van State en secretaris van de ministerraad. In 1848 was hij een van de voornaamste 'slachtoffers' van de koerswijziging van de koning, die hem als vertegenwoordiger van een voorbije tijd ontsloeg.
- Biografisch Portaal: 98197861
- Digitale Bibliotheek voor de Nederlandse Letteren: door029
- Gemeinsame Normdatei: 139912584
- International Standard Name Identifier: 0000 0000 7284 9784
- Nederlandse Thesaurus van Auteursnamen: 070605262
- Parlement.com: vg09llsykfqf
- Système universitaire de documentation: 240583736
- Virtual International Authority File: 102744415
- WorldCat: E39PBJfhbdmxDQX8D66RPmqfbd